# История Гиляна

Гилян, расположенный в северном регионе Ирана.

История Гиляна — это история области на юго-западном побережье Каспийского моря.

## Древние времена

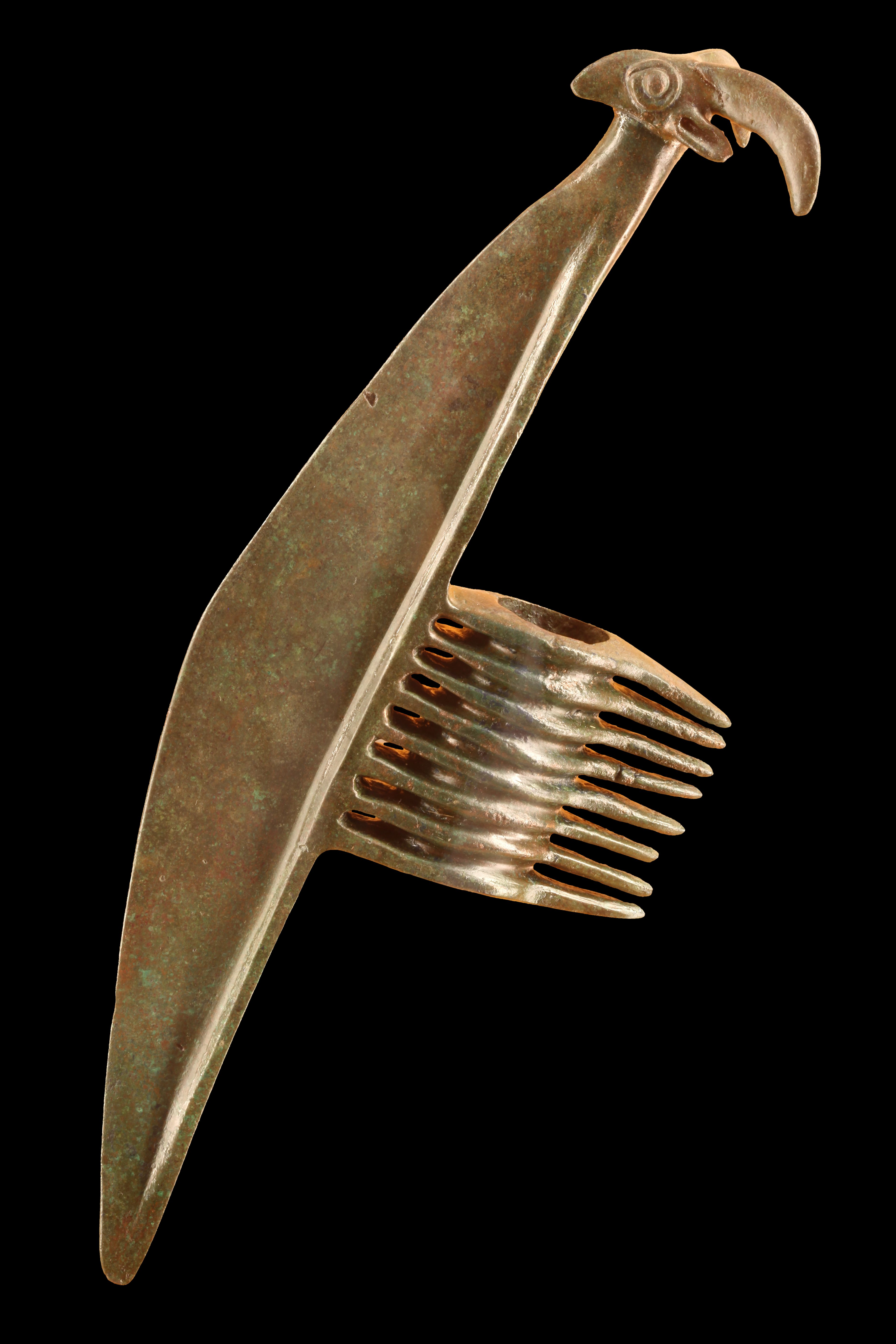
Алебарда- топор с головой муфлона. конец 2-го тысячелетия - начало 1-го тысячелетия до нашей эры. Из Амлаша, Гиляна, Иран.

До 7 века нашей эры Гилян находился в под влиянием иранских империй Ахеменидов, Селевкидов, Парфян и Сасанидов, правивших Персией.
Гелы пришли в регион к югу от Каспийского побережья и к западу от реки Амард (позже Сафидруд ) во втором или первом веке до нашей эры. Плиний отождествляет их с кадусиями, которые жили там раньше. Скорее всего, это был отдельный народ, пришедший из района Дагестана и занявший место кадусиев. Тот факт, что коренные жители Гиляна имеют корни с Кавказа, также подтверждается генетикой и языком, поскольку гиляки генетически ближе к этническим народам Кавказа (такими как грузины ), чем к другим этническим группам в Иране .Также их языки имеют некоторые типологические черты с кавказскими языками .
Позже эти вновь прибывшие группы также переправились через реку Амарди и вместе с дейламитами вытеснили Амардров. Они упоминаются как наемники сасанидских царей, под именем дейлемитов. Говорят, что дабуиды возникли в Гиляне до переезда в Табаристан. В 553 году Гилян и Амоль упоминаются, как резиденция несторианского епископа.

## Ранний исламский период

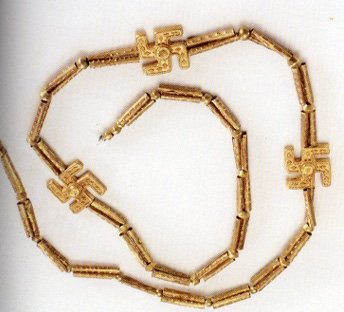
Золотое ожерелье из трех свастик найдено в Марлике, Гилян, восходит к первому тысячелетию до н.э.

В начале исламского периода гелы проживали на территориях, простирающихся к востоку от сефидруда, в низменностях вдоль моря, таких восточных, как Хошам (арабизированный хавсам, современный рудсар ) (который называется Биа-пиш). На западе сефидруда (который называется Биапас) гелы жили в низинах, расположенных к северу от Тарома, а Талыш находился на их западной и северо-западной границе. Арабы не оккупировали Гилян. Существуют сообщения о том, что Гилян отдал дань уважения халифату в раннюю эру Аббасидов, но они, скорее всего, относятся к западному Гиляну. Дейлемиты эффективно защищали восточный Гилян, и жили в горах из-за нападений мусульман. Ранние исламские источники редко указывали на гелов вместе с дейлемитами. В легендах их предками были Гил, брат Дейлама. Гелы и дейлемиты говорили на северо-западном иранском диалекте, в значительной степени непонятном для других носителей персидского языка. В конце IX - начале X веков в Гилане произошло массовое обращение в ислам. Суннитский ислам был представлен западному Гиляну ученым-санбали из Амола по имени Абу Джафар Касем б. Мохаммад Суми Тамими. В восточном Гилане Халид Хасан б. Али Оруш ан-Нахер ле'л-Хакк, проповедовавший в Хусаме, призвал людей к зайдитскому шиизму. На протяжении многих веков раскол между Санбали западным Гиланом и Зайди Накери восточным Гиланом разделял его политически и культурно. Многие суннитские традиционалисты и ученые-санбали с несба гилани вышли из западного Гиляна с 11 века. Восточный Гилян был главным оплотом зеидитских дейлемитов и внес свой вклад в «экспансию дейлемитов» (как называет его Минорский) в 10 веке.
Абу Эсхак Саби писал, что гелы разделились на четыре племени. Он описывает эти племена, которые в основном выглядят как кланы небольшой знати, и говорит, что все они находились в центральном районе Гиляна вокруг Лахиджана и Рашта .
Гелы, а также дейлемиты считаются линией царей, принадлежащих к шахскому клану по имени Shahanshahavand и жил в районе Дахель, к северо - западу от Лахиджана. Лили ибн Шахдуст (Номан), погибший в битве в 921 году после завоевания Туса, был одним из их царей. Династия Зиаридов, правившая Горганом и Табарестаном с 932 г. до последней четверти XI века, была шахским кланом Гелов.
Гилян и Дейламан все еще были полунезависимыми и раздробленными даже после экспансии дайламитов и когда они обратились в ислам. Зиариды, буиды, а позже селджуки пытались использовать влияние извне Гиляна и в некоторые периоды могли получать дань, но не облагать правительство или какие-либо обычные налоги. Зияриды восточного Гиляна поддерживали Алидов в Ховсаме. Местные вожди, из местных кланов, контролировали страну. В 12 веке Хавсам был заменен Лахиджаном в качестве резиденции Алидов. Лахиджан, который в настоящее время является крупнейшим городом на востоке Гиляна, считался дайламитом до 10 века.
Первоначально Гилян оставался независимым при монгольских Ильханидах . В 1306-7 гг. Иль-хан Олджайту начал крупный поход по завоеванию Гиляна. Монгольские войска понесли тяжелые потери, и Оляйту лишь номинально получил признание своего господства. Следовательно, Гилян был включен в империю Иль-ханидов, но все еще находился под властью местных кланов. После 1367-68 Али Киа-б. Амир Киа Малани, лидер алидов кающихся зайди, получил контроль над восточным Гиланом при поддержке правящих в Мазандаране марасийских сайедов. Он и его потомки обосновались в Лахиджане и правили всем восточным Гиляном до ранней эпохи Сефевидов. В западном Гиляне династия суннитских шафиитов Эсхакванд получила власть с середины 13 века. Те, кто сидел в Фумане, расширили свой контроль над всем западным Гиланом. Обе династии были свергнуты Сефевидским шахом Аббасом I в 1592 году, и Гиланом стали править наместники, назначенные центральным правительством.

## Сефевидский период
Две местные династии правили Гиляном в конце 15 - начале 16 века. Шафиитская Амира Доббадж из клана Доббадж / Эшакванд правила суннитской областью Биапаса (с Фуманом, а позже и Раштом в качестве его центра). Они проследили свою династию от сасанидских царей, а до них  от пророка Исаака (Эсхака). Шиитская династия Амира Киа правила Биапишем (со столицей в Лахиджане), который был в основном шиитским. Они также проследили свою родословную от сасанидов.
Гилян дважды, на короткие периоды времени, признавал сюзеренитет Османской империи, фактически не отдавая дань Оттоманской Порте, в 1534 и 1591 годах.
Император Сефевидов, шах Аббас I положил конец правлению хана Ахмад-хана, последнего полунезависимого правителя Гиляна, и присоединил провинцию непосредственно к своей империи. С этого момента истории правители Гиляна назначались персидским шахом. Начиная со времен Сефевидов и вплоть до эпохи Каджаров, Гилян был заселен большим количеством грузин, черкесов, армян и других народов Кавказа, поселившихся в регионе, чьи потомки все еще живут или пребывают в Гиляне. Значительная часть этого большого количества грузин и черкесов уже ассимилирована в основное русло гиляков. Историю грузинского поселения описал Искандар Бег Мунши, автор Тарих-э Алам-Ара-е Аббаси 17 века, а также черкесских и грузинских поселений Пьетро Делла Валле и другие авторы.
Империя Сефевидов ослабла к концу 17 века нашей эры. К началу 18 века некогда могущественная империя Сефевидов находилась в тисках гражданской войны. Честолюбивый Пётр I из России (Петр Великий) послал войска, которые захватили Рашт и остальную часть Гиляна во время русско-персидской войны (1722-1723 гг.). Война, которая привела к оккупации Россией иранских территорий на севере современного Ирана, Северного Кавказа и Закавказья, была завершена Петербургским мирным договором 1723 г. который, среди других вышеупомянутых территорий, сделал Гилян частью Российской Империи. Гилян был возвращен в Персию, теперь возглавляемый Надир-шахом, после Рештского договора 10 лет спустя.

## 18-й век
В начале 18 века Сефевиды начали приходить в упадок и окончательно потеряли власть в 1722 году, в результате чего страна стала хаотичной. Иностранные державы заинтересовались оккупацией страны, особенно ее северных частей. Россия направила армии для вторжения в Гилян. Афшары, занды и афганцы возникли в эту эпоху. В этот период Гиляном в основном правили местные вожди, которые управляли независимо или платили дань уважения вышеупомянутым могущественным группам и их генералам и таким образом сохраняли свою относительную независимость. Разделение Гиляна между Биапасом и Биапишом продолжалось и в это время.

## 19 век
Гилян был крупным производителем шелка с 15 века нашей эры. В результате это была одна из самых богатых провинций Ирана. Аннексия Сефевидов в 16 веке была, по крайней мере, частично мотивирована этим потоком доходов. Торговля шелком, хотя и не производство, была монополией короны и единственным наиболее важным источником торговых доходов для имперской казны. Еще в 16 веке и до середины 19 века Гилян был крупнейшим экспортером шелка в Азию. Шах отдавал эту торговлю греческим и армянским купцам, а взамен получал значительную часть выручки.
В середине 19 века широко распространенная смертельная эпидемия среди шелкопряда парализовала экономику Гиляна, вызвав масштабные экономические проблемы. Подающие надежды промышленники и торговцы Гиляна были все более недовольны слабым и неэффективным правлением Каджаров . Переориентация сельского хозяйства и промышленности Гиляна с производства шелка на производство риса и создание чайных плантаций были частичным ответом на сокращение производства шелка в провинции.

## 20 век
После Первой мировой войны Гиляном управляли независимо от центрального правительства Тегерана, и возникла обеспокоенность по поводу того, что в какой-то момент провинция может навсегда отделиться. До войны Гилян сыграл важную роль в конституционной революции Ирана. Сепахдар-э Тонекабони (Рашти) был видной фигурой в первые годы революции и сыграл важную роль в разгроме Мохаммеда Али Шаха Каджара.
В конце 1910-х годов многие гилаки собрались под руководством Мирзы Кучик-хана, который стал самым выдающимся революционным лидером в северном Иране того периода. Движение Хана, известное как движение Джангелийцев Гиляна, направило в Тегеран вооруженную бригаду, которая помогла свергнуть правителя Каджара Мохаммеда Али Шаха . Однако революция не развивалась так, как стремились конституционалисты, и Иран столкнулся с многочисленными внутренними беспорядками и иностранным вмешательством, особенно со стороны Британской и Российской империй.
Во время большевистской революции и через несколько лет после неё в регионе произошел очередной массовый приток русских поселенцев ( белых эмигрантов). Многие из потомков этих беженцев до сих пор живут в этом регионе. В тот же период Анзали служил основным торговым портом между Ираном и Европой.
Джангелицы прославлены в иранской истории и эффективно защищали Гилян и Мазандаран от иностранных вторжений. Однако в 1920 году британские войска вторглись в Бандар-э-Анзали, преследуемые большевиками. В разгар этого конфликта между Великобританией и Россией джангелицы вступили в союз с большевиками против британцев. Это привело к созданию Персидской Социалистической Советской Республики (широко известной как Социалистическая Республика Гилян), которая просуществовала с июня 1920 года по сентябрь 1921 года.

## Русские оккупации Гиляна
В 1722 году Решт находился в осаде афганцев. Новый шах Сефевидов Шах Тахмасб II направил своего представителя для подписания договора о союзе и защите с Россией. Соответственно, губернатор Гиляна обратился за помощью к русскому царю Петру I. Петр послал в Гилян два батальона своих регулярных солдат под командованием полковника Шипова. Их не приветствовали ни правительство, ни народ, и они поселились в караван-сарае. Политика Тахмасба изменилась и потребовала их немедленного вывода, но они отказались, поэтому губернатор послал к ним 15 000 солдат, которые потерпели поражение и потеряли 1000 человек. Затем Пётр отправил на Гилян еще четыре батальона. Представитель, не зная об этих событиях, подписал договор, по которому России уступили Гилян, Мазандаран и Астарабад, а также Талыш, Баку и Дербент. Русские покинули Гилян в 1734 году, вернув все регионы Кавказа и Каспийского моря.
После того, как каджары проиграли России серию войн (русско-персидские войны 1804–1813 и 1826–1828 годов ), это привело к огромному усилению влияния Российской империи в Каспийском регионе, которое продлилось вплоть до 1946 года. Весь Гилян был оккупирован и заселен русскими и русскими войсками. В большинстве крупных городов региона были русские школы, и все еще можно найти значительные следы русской культуры. Это значительное усиление российского влияния в регионе продлилось вплоть до 1946 года и оказало большое влияние на историю Ирана, так как оно непосредственно привело к персидской конституционной революции.
Во время и через несколько лет после большевистской революции в регионе произошел еще один массовый приток русских поселенцев (так называемых белых эмигрантов). Многие из потомков этих беженцев до сих пор живут в этом регионе. В тот же период Анзали служил основным торговым портом между Ираном и Европой.
В эпоху Сефевидов, Афшаридов и Каджаров Мазандаран был заселен грузинами, черкесами, армянами и другими народами Кавказа, потомки которых до сих пор живут по всему Гиляну.